# Közönséges zuzmószövő
A közönséges zuzmószövő (Eilema complana) a kvadrifid bagolylepkefélék családjába tartozó, Eurázsiában honos lepkefaj. 

## Megjelenése
A közönséges zuzmószövő szárnyfesztávolsága 33-40 mm. Feje sárga, gallérja narancsszínű; a tor és a potroh töve szürke, a potrohvég az ötödik szelvénytől sárga; a hím farpamacsa nagy. Lábai szürkék, erős sárgás pikkelyekkel, a csáp hasonló színű. Az elülső szárny ezüstös árnyalatú sötétszürke, elülső szegélye sötétsárga. A rojt sárga. A hátulsó szárny sárga, elülső szegélyén erős sötétszürke behintéssel. Az elülső szárny fonákja szürke, elülső és külső szegélye sötétsárga, a hímnél a sejt fölött nagy, szemcsésnek ható illatpikkelypamacs található.. A hátsó szárny fonákja sárga.  
Változékonysága nem számottevő.
Petéje kerekded, halványszürke színű.    
Hernyója sötétszürke, hátán nagyobb narancssárga és kisebb fehér foltpárok képezte két vonallal. Szőrzete feketés. Bábja vörösbarna.

### Hasonló fajok
A déli zuzmószövő és a fakó zuzmószövő hasonlít hozzá.

## Elterjedése
Eurázsiában honos, az Ibériai-félszigettől Dél-Szibériáig. Észak-Skóciából és Észak-Skandináviából hiányzik. Magyarországon gyakori, országszerte előfordul. 

## Életmódja
Különféle rétek, gyepek, sziklagyepek, száraz rétek, bozótosok, erdőszélek, tisztások lakója. 
Évente egy nemzedéke nő fel, imágóival június-augusztusban lehet találkozni. Éjszaka aktív. Hernyója főleg a fakérgen, köveken megtelepedett zuzmókkal, kisebb mértékben mohákkal, élő és holt növényi anyagokkal táplálkozik. Nagy melegben a hernyó a fűszálak tetejére mászik, hogy távolabbra kerüljön a talajból áradó hőtől. A hernyó áttelel, majd a következő év május-júniusában barnásszürke szövedékben bebábozódik. 

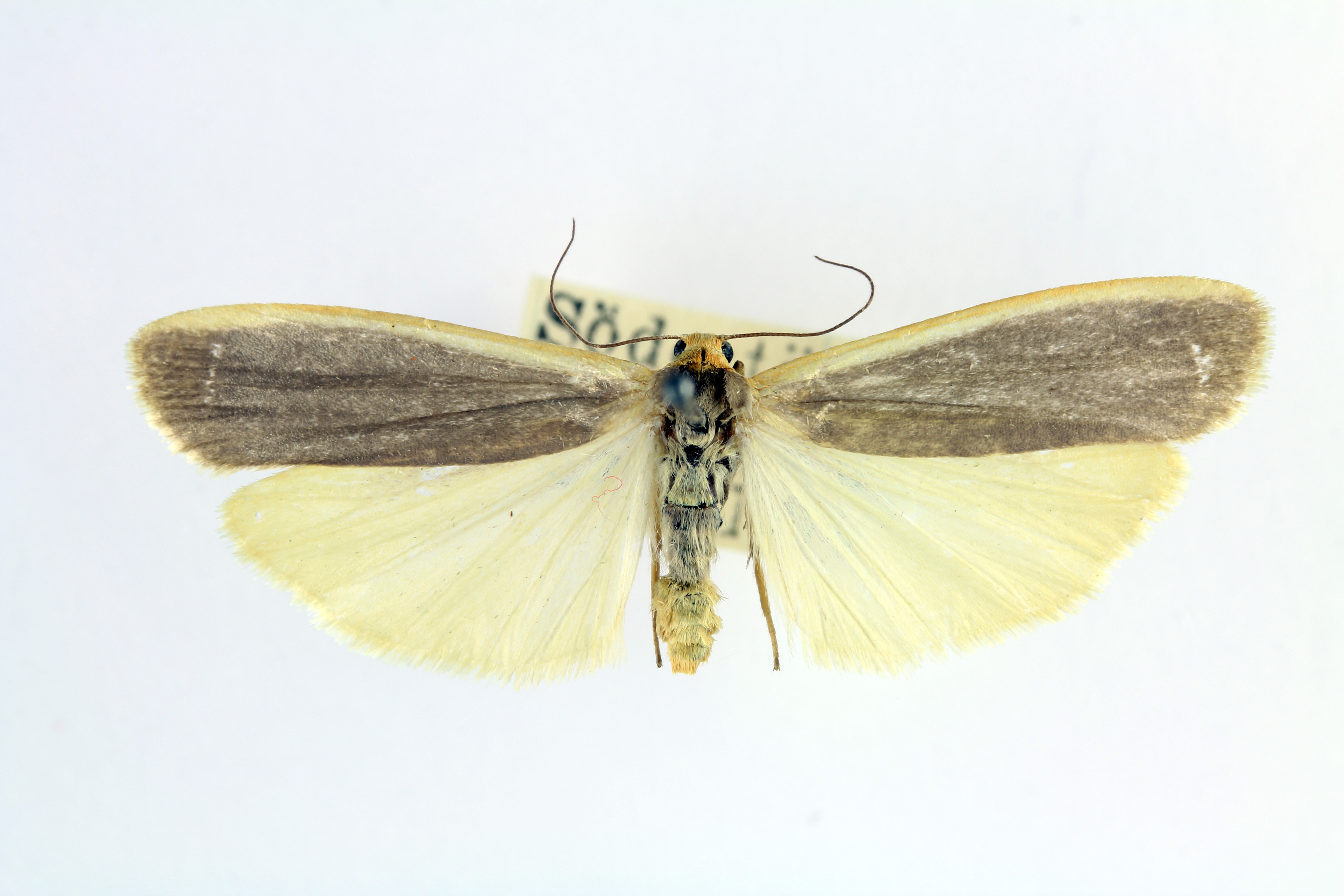
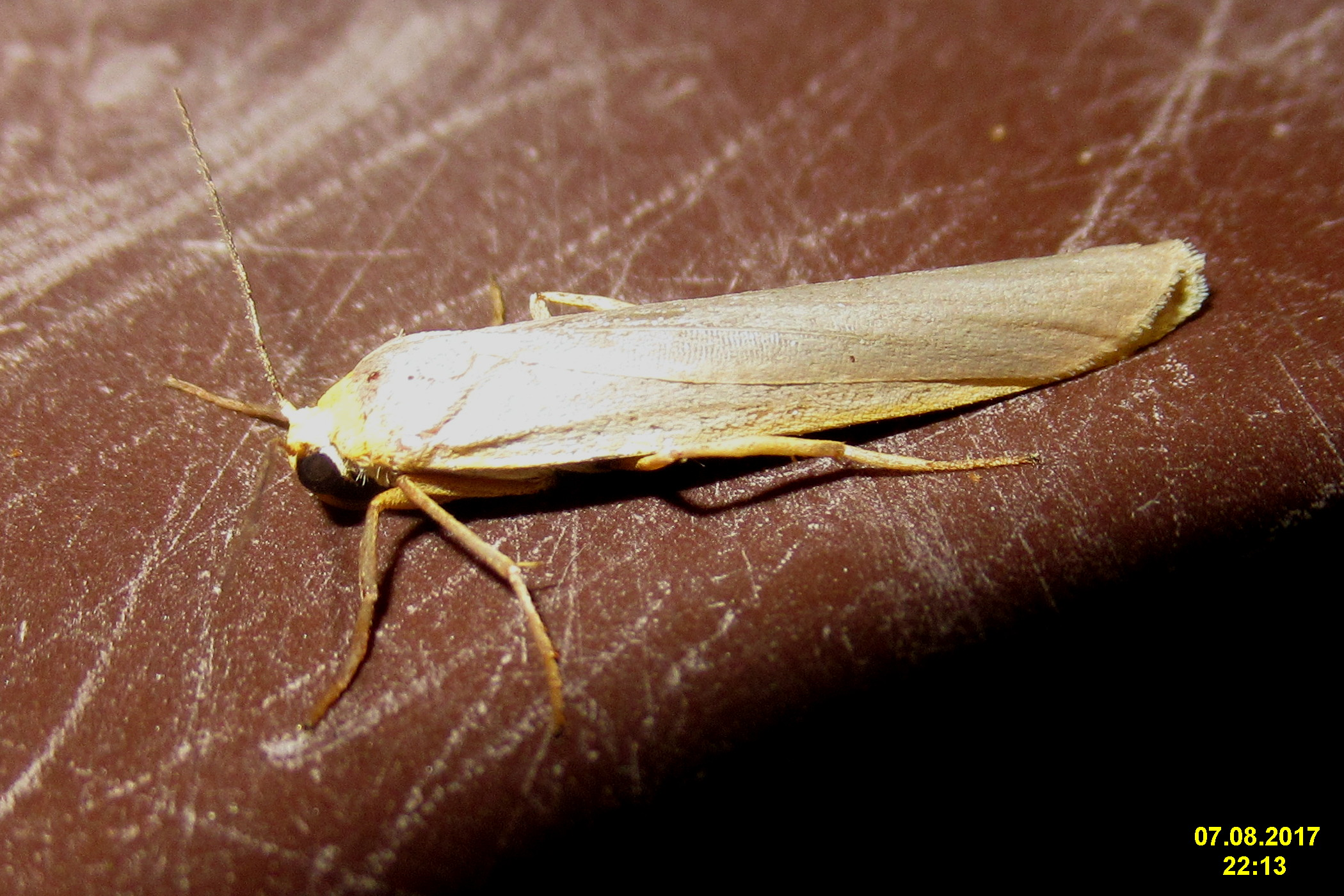
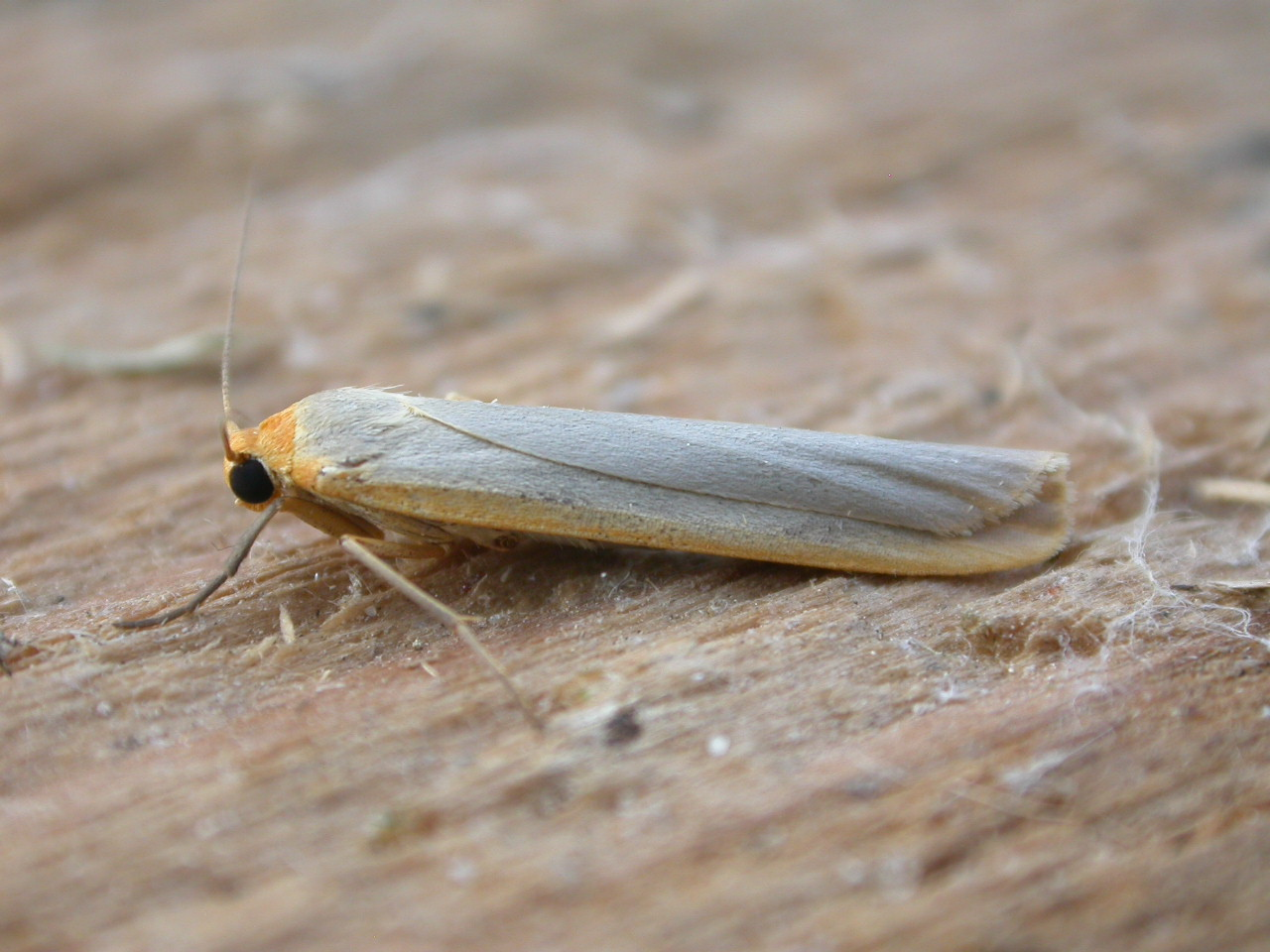
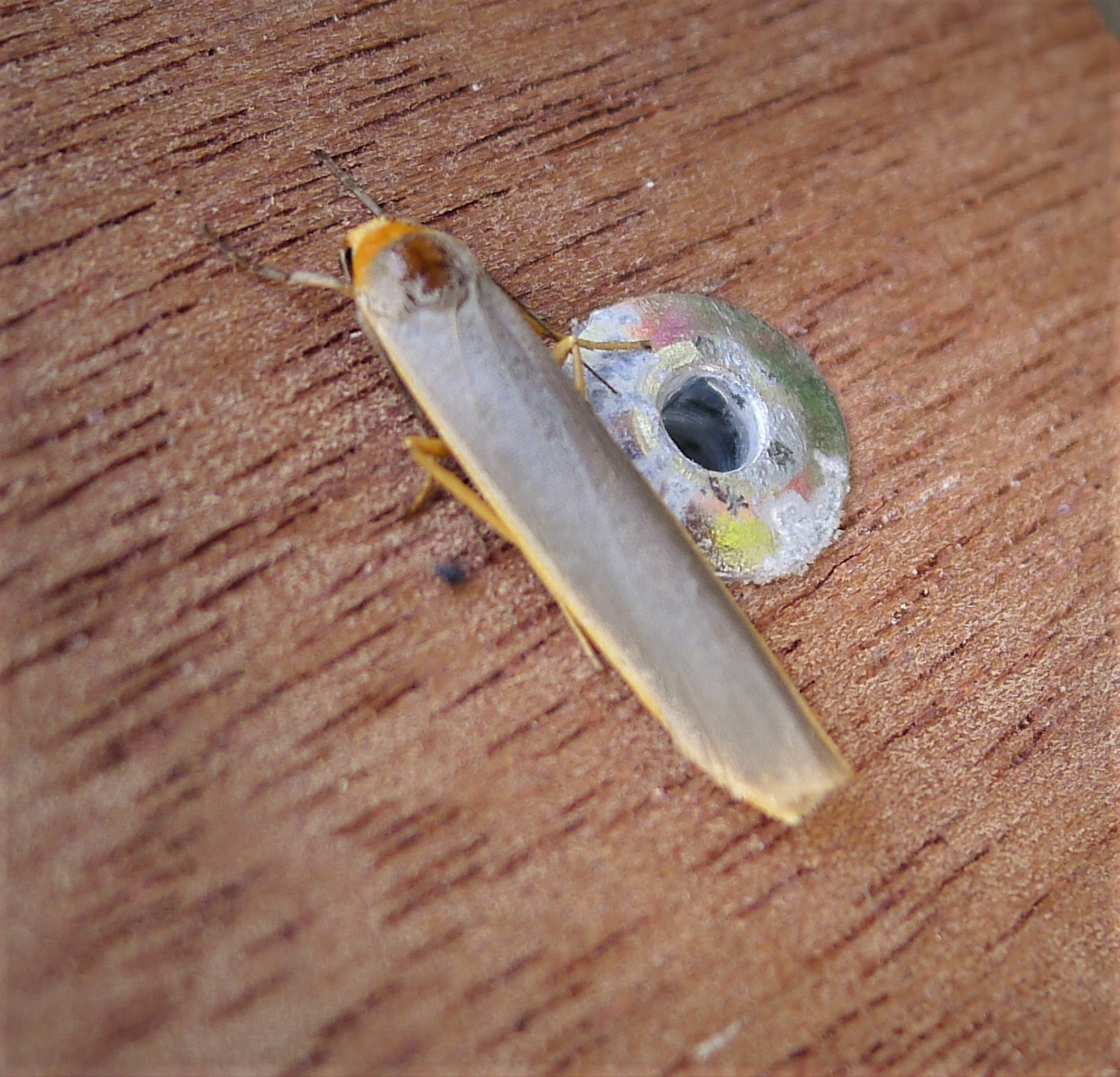
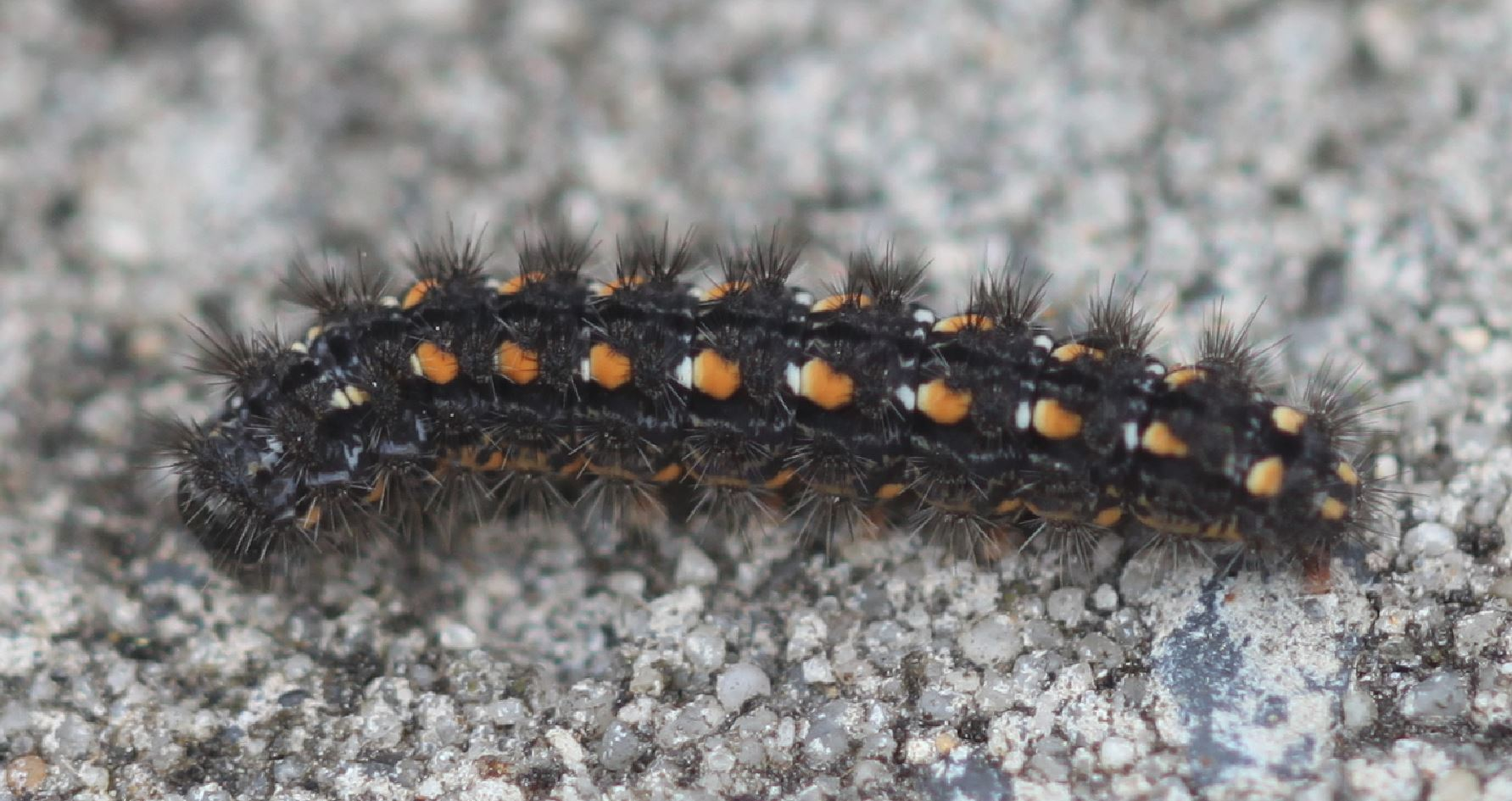

Magyarországon nem védett. 